# Mesosa albomarmorata
Mesosa albomarmorata är en skalbaggsart som beskrevs av Stefan von Breuning 1939. Mesosa albomarmorata ingår i släktet Mesosa och familjen långhorningar. Inga underarter finns listade i Catalogue of Life.